# Romain Hardy
Romain Hardy (Flers, 24 de agosto de 1988) es un ciclista francés, miembro del equipo UC Briochine-Bleu Mercure.

## Biografía
En 2008 y 2009, Romain Hardy fue corredor amateur con el equipo Côtes d'Armor Cyclisme. En 2008 fue segundo del Tour de Gironde y del Tour Nivernais Morvan, así como tercero en el campeonato de Francia en ruta sub-23. Al año siguiente ganó la Manche-Océan y una etapa del Tour de la Creuse. Fue convocado varias veces por la selección de Francia sub-23 consiguiendo buenos resultados como un cuarto puesto en la Lieja-Bastoña-Lieja sub-23, sexto del Gran Premio de Portugal o noveno de la Grand Prix Cycliste de Saguenay. Ese mismo año fue convocado para participar en los campeonatos del mundo sub-23 pero una semana antes de la prueba fue desconvocado ya que el seleccionador prefirió llevar en su lugar a Alexandre Geniez. Al final de este temporada finalizó tercero de la clasificación nacional de la Federación Francesa de Ciclismo y firmó su primer contrato como profesional con el equipo Bretagne-Schuller para la temporada 2010.
En este primer año como profesional fue tercero de la Polynormande y de la Boucles de l'Aulne, cuarto del Tour de Finisterre y cuarto de la Clásica de Ordizia, noveno del Tour de Bretaña, décimo de la Rhône-Alpes Isère Tour y décimo también del Circuito Montañés. Bretagne-Schuller prolongó su contrato dos años más. Con la selección de Francia fue convocado para disputar el Tour del Porvenir, donde ganó una etapa. Al final de la temporada 2010 fue seleccionado por Bernard Bourreau participar en los campeonatos del mundo sub-23 en Melbourne, donde terminó 45.º.
En 2013 firmó con el equipo Cofidis. Debilitado por una toxoplasmosis no estuvo en su mejor forma a principio de temporada.

## Palmarés
2010
- 1 etapa del Tour del Porvenir

2012
- 1 etapa del Tour du Haut-Var

2017
- Tour de Doubs

2019
- 1 etapa del Tour de Saboya

## Resultados en Grandes Vueltas
Durante su carrera deportiva ha conseguido los siguientes puestos en las Grandes Vueltas y en los Campeonatos del Mundo en carretera:
| Carrera | Carrera         | 2010 | 2011 | 2012 | 2013 | 2014 | 2015 | 2016 | 2017 | 2018  | 2019 | 2020 | 2021 | 2022 |
| ------- | --------------- | ---- | ---- | ---- | ---- | ---- | ---- | ---- | ---- | ----- | ---- | ---- | ---- | ---- |
|         | Giro de Italia  | —    | —    | —    | —    | —    | —    | —    | —    | —     | —    | —    | —    | —    |
|         | Tour de Francia | —    | —    | —    | —    | —    | —    | —    | 26.º | 105.º | —    | —    | —    | —    |
|         | Vuelta a España | —    | —    | —    | —    | 64.º | Ab.  | 27.º | —    | —     | —    | —    | —    | —    |

—: no participa

Ab.: abandono